# Moses' Himmelfart
Moses' himmelfart eller Assumptio Mosis er et gammeltestamentligt pseudepigrafisk skrift, en jødisk apokalypse skrevet sandsynligvis omkring år nul og er en beretning om Moses' sidste samvær med Josva. Moses giver her en apokalyptisk fremstilling af Israels kommende skæbne helt frem til tidernes ende.
| Religion | Spire Denne religionsartikel er en spire som bør udbygges. Du er velkommen til at hjælpe Wikipedia ved at udvide den. |